# Nematocera
Nematocera, antiga sub-ordem Eudiptera, é uma sub-ordem de insectos dípteros, que inclui os mosquitos. Caracterizados por antenas longas, usualmente com mais de seis segmentos, em oposição a subordem Brachycera. O registro fóssil mais antigo encontrado de um representante dessa ordem data de 225 milhões de anos.
Estão incluídos nesta sub-ordem o mosquito-palha, o Aedes aegypti, a mosca-de-banheiro, o maruim, entre outros.

## Ciclo de vida
São holometabólicos (desenvolvimento completo), reprodução sexuada. Os ovos apresentam formatos variados e, quando em meio líquido, possuem estrutura especial para flutuação. As larvas geralmente são do tipo vermiforme e as pupas podem ser móveis ou imóveis.

## Principais espécies e danos
Existem dípteros de importância agrícola, médica e veterinária. Na médica, encontram-se mosquitos sugadores de sangue, vetores de doenças como a malária, febre amarela, dengue, encefalite, etc. Assim como a mosca doméstica, que pode transmitir tifo e disenteria, e a mosquinha-lambe-olhos, que transmite a conjuntivite. Outra mosca de grande importância, mas que não ocorre no Brasil, é a Tse-tsé, causadora da doença do sono. De importância veterinária, temos a mosca-varejeira, a mosca-do-berne e a mosca-do-chifre. Para o controle de pragas urbanas, as espécies mais importantes são:
Culex quinquefasciatus
As larvas do gênero Culex são aquáticas e apresentam sifão respiratório, que serve para obter ar da superfície e posicionam-se perpendicularmente à água, o que as diferencia dos demais gêneros. É uma espécie obrigatoriamente de hábitos noturnos e que ocorre durante o ano todo. Depositam seus ovos em águas poluídas e turvas ou com presença de muita matéria orgânica em decomposição.
Aedes aegypti
Originário da África, este mosquito pica preferencialmente ao amanhecer e no crepúsculo. Janeiro e fevereiro são os meses de maior incidência. Para depositar seus ovos, prefere locais que contenham água limpa e parada. É de grande importância médica por ser vetor da dengue e da febre-amarela.